# Zapovednik Oessoeriejski
Zapovednik Oessoeriejski, officieel Academicus V.L. Komarov Staatsnatuurreservaat Oessoeriejski (Russisch: Уссурийский государственный природный заповедник им. ак. В.Л. Комарова) is een strikt natuurreservaat gelegen in het zuiden van kraj Primorje het Russische Verre Oosten. De oprichting tot zapovednik vond plaats op 7 augustus 1934 per presidium (№ 933/1934) van het Centraal Uitvoerend Comité van de Russische SFSR. Het reservaat is vernoemd naar Vladimir Komarov, een botanicus en ontdekkingsreiziger in de Oost-Aziatische regio. Komarov was de eerste die het gebied beschreef na zijn bezoek in 1913 en was onder de indruk. Hij raadde destijds al aan het gebied te beschermen. Het gebied werd echter pas op 7 augustus 1934 voor het eerst beschermd en was bekend onder de naam Zapovednik Soepoetinski. In 1972 werd het gebied hernoemd naar Zapovednik Oessoeriejski en uitgebreid naar zijn huidige grootte van 404,32 km².

## Kenmerken
Zapovednik Oessoeriejski is gelegen in het zuiden van het Sichote-Alingebergte in het stroomgebied van de rivieren Komarovka en Artjomovka. Het hart van het reservaat bestaat veelal uit onaangeraakte gemengde bossen. De gemiddelde hoogte van het gebied ligt tussen de 300 en 400 meter boven zeeniveau en aan de oostgrens van het reservaat wordt een maximumhoogte van 902 meter bereikt.

## Flora en fauna
Het gebied wordt vrijwel geheel bedekt door gemengde bossen. Tot op heden zijn er 825 vaatplanten, 118 korstmossen en 252 soorten mossen in het reservaat vastgesteld. Belangrijke bosvormende soorten zijn de Mongoolse eik (Quercus mongolica), Aziatische berk (Betula platyphylla), hartbladige haagbeuk (Carpinus cordata), Mantsjoerijse kurkboom (Phellodendron amurense), Mantsjoerijse es (Fraxinus mandshurica), jezospar (Picea jezoensis), Koreaanse den (Pinus koraiensis), Oost-Siberische zilverspar (Abies nephrolepis) en Mantsjoerijse zilverspar (Abies holophylla). Daarnaast geven epifyten als kiwibes (Actinidia arguta), amoerdruif (Vitis amurensis) en ginseng (Panax ginseng) het bos een oerwoudachtig karakter. In de riviervalleien bereiken vele Mongoolse eiken een leeftijd van 200 jaar of ouder. De Mantsjoerijse kers (Prunus maackii) kan hier een hoogte van 18 meter bereiken.
De fauna in het reservaat is vergelijkbaar met nabijgelegen reservaten als Zapovednik Lazovski en Zapovednik Kedrovaja Pad. In sparren-zilversparrenbossen kunnen diersoorten als hazelhoen (Tetrastes bonasia), taigavliegenvanger (Ficedula albicilla), blauwe nachtegaal (Larvivora cyane) en Siberisch muskushert (Moschus moschiferus) worden aangetroffen. Ook leeft een zeer grote boktor in het reservaat — Callipogon relictus. Zapovednik Oessoeriejski is een van de weinige gebieden in de regio Primorje waar deze soort nog algemeen voorkomt. Daarnaast broeden de mandarijneend (Aix galericulata), zwarte waterspreeuw (Cinclus pallasii) en grote gele kwikstaart (Motacilla cinerea) langs de rivieren. Veelvoorkomende hoefdieren zijn het wild zwijn (Sus scrofa) en het oessoerihert (Cervus canadensis xanthopygus). Na een sterke afname in het begin van de 20e eeuw zijn de Bengaalse tijgerkat (Prionailurus bengalensis euptilura) en Siberische tijger (Panthera tigris altaica) weer vaste bewoners in het reservaat. Overige interessante diersoorten zijn bijvoorbeeld de zwarte ooievaar (Ciconia nigra), kraagbeer (Ursus thibetanus), sabelmarter (Martes zibellina) en Maleise bonte marter (Martes flavigula).